# Anneliese Berbalk
Anneliese Berbalk (* 1949) ist eine deutsche Sportmedizinerin.

## Werdegang
Berbalk studierte Medizin in Magdeburg und wurde am Forschungsinstitut für Körperkultur und Sport als Fachärztin für Sportmedizin tätig. 1982 wurde an der Universität Leipzig Berbalks Doktorarbeit zum Thema Die Kontraktilität des Sportherzens dargestellt am Beispiel polykardiographisch ermittelter Kontraktilitätsparameter angenommen. Sie beschäftigte sich in ihrer wissenschaftlichen Tätigkeit in der Deutschen Demokratischen Republik unter anderem mit dem Themenbereich Ausdauersport.
Nach dem Ende der DDR war Berbalk am Institut für Angewandte Trainingswissenschaft beschäftigt und leitete dort von 2004 bis 2006 den Bereich Sportmedizin. Sie befasste sich unter anderem weiterhin mit dem Ausdauersport, insbesondere im Nachwuchs- und Hochleistungsbereich, mit Leistungsdiagnostik, Gesundheits- und Belastbarkeitsdiagnostik im Spitzen- und Breitensport sowie dem Bereich Herzkreislauferkrankungen und Sport. Zwischen 2002 und 2006 leitete sie das Forschungsprojekt Qualifizierung der diagnostischen Aussage leistungsphysiologischer Parameter in der sportartspezifischen Leistungsdiagnostik der Ausdauersportarten. Sie verfasste zusammen mit Georg Neumann und Arndt Pfützner das in mehreren Auflagen erschienene Buch Optimiertes Ausdauertraining.